# Щоденники няні
«Щоденники няні» (англ. The Nanny Diaries) — екранізація бестселера Ніколи Краус та Емми Маклафлін про молоду дівчину, яка підробляє нянею в аристократичному нью-йоркському сімействі, за участю Скарлетт Йоганссон. Прем'єра фільму в США була призначена на початок березня 2007 року, потім була відкладена на 13 вересня. У світ фільм вийшов 24 серпня.

## Зміст
Молода студентка коледжу з робочого класу, влаштовуючись підробити нянею в одній з багатих сімей з Манхеттену, ніяк не могла передбачати, якими складнощами все це для неї обернеться. Зніжена дружина, вічно десь пропадає чоловік і донезмоги розпещена шестирічна дитина постійно стають джерелами проблем для неї. Протягом дев'ятимісячного періоду її перебування в будинку стосунки подружжя все більше і більше ускладнюються, а самій няні доводиться справлятися зі своїми навчальними заняттями, сімейними проблемами працедавців, власним романтичним захопленням і розпещеним малюком.

## Ролі
| Актор              | Роль         |
| ------------------ | ------------ |
| Скарлетт Йоганссон | Енні Бреддок |
| Кріс Еванс         | Хейдан       |
| Лора Лінні         | Місіс Х      |
| Пол Джаматті       | Містер Х     |
| Бранд Родерік      | Таня         |
| Аліша Кіз          | Лінетт       |
| Донна Мерфі        | Джуді        |
| Джулі Вайт         | Джейн Гулд   |

## Цікаві факти
- У книзі ім'я головної героїні — Нен (Nan); схоже по звучанню з англ. Nanny — няня.
- Інші відмінності від книги: за сюжетом фільму Енні вже закінчить коледж; до того, як переїхати до сімейства Х, вона буде жити зі своєю матір'ю, яка підробляє медсестрою; Енні буде приховувати від матері, що вона працює нянею: за легендою вона — банківський службовець.
- Всі оповідання у фільмі озвучується закадровим наративом Скарлетт Йоханссон.
- Зйомки фільму проходять у квітні-травні 2006 року в місті Нью-Йорк. У Скарлетт Йоханссон був пов'язаний курйозний епізод з мером міста Майклом Блумбергом. Міська влада проголосила нову податкову політику міста з метою залучення кіновиробництва в Нью-Йорк, у зв'язку з чим була скликана конференція спільно зі знімальною групою «Щоденників няні». Однак у самий останній момент, коли мер Блумберг заявив публіці, наскільки він «щасливий опинитися поряд з такою красунею, як Скарлетт», самої актриси поруч не виявилося: в той момент вона працювала на знімальному майданчику, проігнорувавши прес-конференцію. У відповідь на невеликий скандал, викликаний цією подією, Йоханссон заявила: «Production always comes first». (Зйомки завжди в першу чергу).
- У 2012 році Кріс Еванс та Скарлетт Йоханссон знову зустрілися на знімальному майданчику фільму Месники.

## Касові збори
Під час показу в Україні, що розпочався 13 вересня 2007 року, протягом перших вихідних фільм демонстрували на 30 екранах, що дозволило йому зібрати $57,415 і посісти 3 місце в кінопрокаті того тижня. Фільм опустився на п'яту сходинку українського кінопрокату наступного тижня, хоч досі демонструвався на 30 екранах і зібрав за ті вихідні ще $39,162. Загалом фільм в кінопрокаті України пробув 3 тижні і зібрав $157,154, посівши 82 місце серед найбільш касових фільмів 2007 року.